# Kerteminde
Kerteminde är en tätort och stad i Region Syddanmark i Danmark. Tätorten har 6 044 invånare (2024). Den är centralort i Kerteminde kommun och ligger på Fyn, cirka 18 kilometer nordost om Odense.

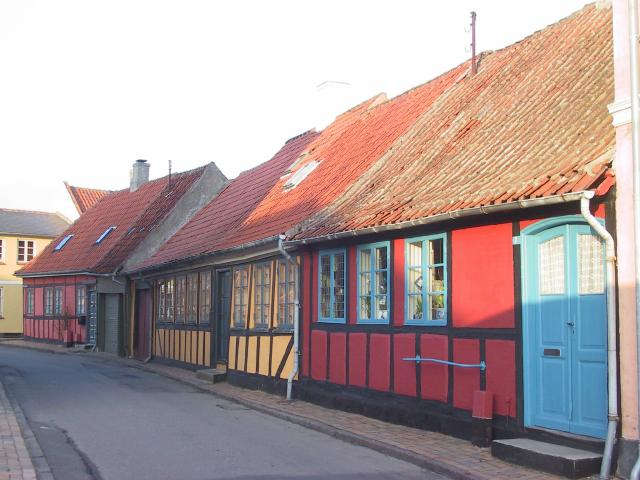
Gata med gamla hus i Kerteminde.